# Верхний Гульрипш
Верхний Гульри́пш (абх. ... Гәылрыҧшь, груз. ზემო გულრიფში [Земо Гульрипши]) — село в Абхазии, в Гулрыпшском районе частично признанной Республики Абхазия, согласно административному делению Грузии — в Гульрипшском муниципалитете Абхазской Автономной Республики. Находится севернее пгт Гулрыпш.

## Население
В 1959 году в селе Земо Гульрипш жило 1070 человек, в основном армяне (в Мачарском сельсовете в целом — 4209 человек, в основном армяне, грузины и русские). В 1989 году в селе жило 1803 человек, в основном грузины и русские.